# Hinton St George
Hinton St George, även skrivet Hinton St. George, är en ort och civil parish i Storbritannien.   Den ligger i grevskapet Somerset och riksdelen England, i den södra delen av landet, 200 km väster om huvudstaden London. Hinton St George ligger 64 meter över havet och antalet invånare är 404.
Terrängen runt Hinton St George är huvudsakligen platt, men åt sydost är den kuperad. Terrängen runt Hinton St George sluttar norrut. Runt Hinton St George är det ganska tätbefolkat, med 104 invånare per kvadratkilometer. Närmaste större samhälle är Yeovil, 12,6 km öster om Hinton St George. Trakten runt Hinton St George består i huvudsak av gräsmarker.